# Forum dyskusyjne

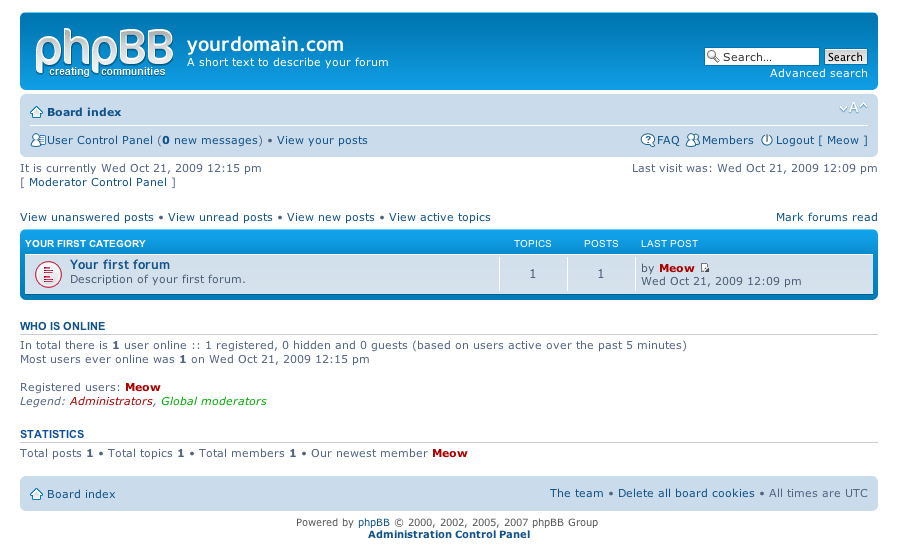
phpBB – aplikacja internetowa, służąca do tworzenia systemu forów dyskusyjnych

Forum dyskusyjne – przeniesiona do struktury stron WWW forma grup dyskusyjnych, która służy do wymiany informacji i poglądów między osobami o podobnych zainteresowaniach przy użyciu przeglądarki internetowej.
Fora dyskusyjne są współcześnie popularną formą grup dyskusyjnych w Internecie.
Prowadzą je praktycznie wszystkie portale, większość wortali, znaczna liczba ISP. Są także powszechne na stronach wielu instytucji, czasopism, przedsiębiorstw, uczelni itp.; spotyka się również liczne fora zakładane prywatnie. Fora dyskusyjne są jednym z rodzajów mediów społecznościowych.

## Zasady działania typowego forum
Fora dyskusyjne od strony technicznej są zazwyczaj rozbudowanymi skryptami działającymi w technologii CGI, PHP lub ASP, które tworzą osobiście administratorzy stron WWW lub też adaptują z gotowych skryptów, z których wiele jest dostępnych jako wolne oprogramowanie.
Zazwyczaj oprogramowanie do prowadzenia forum pozwala zdefiniować jego właścicielowi lub administratorowi kilka początkowych forów (działów), które są podzielone na tematy zwane również wątkami. Wątki te mogą już zazwyczaj tworzyć sami użytkownicy poprzez napisanie nowej wiadomości do danego forum. Następnie inni użytkownicy mogą odpisywać na wiadomość, która rozpoczęła wątek, co prowadzi do kontynuacji wątku.
Wybranym, szczególnie aktywnym użytkownikom, administrator może przydzielać uprawnienia moderatora, które pozwalają im tworzyć nowe fora, edytować i kasować wiadomości innych użytkowników, blokować wątki itp., zazwyczaj zgodnie z obowiązującymi na danym forum regułami postępowania (użytkownicy muszą stosować się do przyjętego regulaminu). Na wielu rozbudowanych forach istnieją całe hierarchie moderatorów (np. moderator działu, moderator globalny, supermoderator), o różnym zakresie praw i obowiązków, kontrolowanych przez administratorów forów, z kolei na innych moderatorzy są demokratycznie wybierani przez ogół użytkowników lub nawet po prostu losowo wybierani. Na niektórych, głównie bardzo małych forach, wystarczy tylko zgłosić się, a zostanie się moderatorem.
Użytkownicy posługują się z reguły pseudonimami (nickami), rzadko spotyka się imiona czy nazwiska.
Fora internetowe stają się coraz częściej cennym źródłem informacji na temat problemów z zakresu różnych dziedzin. Ponadto wykazano, że w przypadku porad na forum medycznym dla pacjentów istotna część odpowiedzi może być szkodliwa dla użytkownika poszukującego porady zdrowotnej.

## Rodzaje forów
Podstawowe rodzaje forów to:
- fora anonimowe – które nie wymagają od użytkownika rejestracji;
- fora półanonimowe – w których dopuszcza się użytkowników całkowicie anonimowych, zaś proces rejestracji jest uproszczony i nie zawiera w sobie procedury potwierdzenia tożsamości (tego rodzaju fora są obecnie najczęściej spotykane, nieraz wymagają podania adresu e-mail);
- fora restrykcyjne – wymagające od użytkownika zarejestrowania się, przy czym proces rejestracji jest tak skonstruowany, że wymaga potwierdzenia tożsamości poprzez np. odesłanie zwrotnego maila;
- fora prywatne – tworzone z myślą o z góry określonej grupie użytkowników i niedostępne dla osób postronnych.

Oprócz tego, fora mogą być:
- płaskie – tzn. składające się z jednego forum, na którym wszystkie kolejno pojawiające się wątki są sortowane chronologicznie lub alfabetycznie;
- ustrukturalizowane – czyli składające się z jedno- lub wielowarstwowej struktury forów (zwanej działami i poddziałami), stworzonej zazwyczaj przez administratora.

Można je podzielić ze względu na treść:
- forum wielotematyczne – forum, na którym poruszanych jest wiele tematów podzielonych na kategorie;
- forum ogólnotematyczne – forum, na którym poruszane są wszystkie tematy w jednej kategorii.

## Modyfikacja forum
Modyfikacja (potocznie zwana „modem” lub rzadziej „pluginem”) rozszerza cechy użytkowe forum dyskusyjnego, dodając do niego nowe funkcje lub możliwości. Modyfikacja może przykładowo udostępniać okno szybkiej odpowiedzi w widoku tematu. Modyfikacje mogą być tworzone przez każdego użytkownika, z czego też może wyniknąć niekompatybilność, powodująca zagrożenie w postaci wystąpienia błędów lub utraty danych. Modyfikacja polega na edycji kodu źródłowego plików, podmianie pierwotnych plików, wstawieniu nowych plików lub rozbudowaniu/restrukturyzacji bazy danych. Większość modyfikacji podlega uaktualnieniom, które instaluje się w taki sam sposób jak modyfikacje. Dostępne są gotowe wersje forów z zainstalowaną dużą liczbą modyfikacji np. phpBB by Przemo. W przypadku SMF i MyBB modyfikacje mogą być instalowane automatycznie bez potrzeby ręcznej modyfikacji kodu.